# Syneches semihelvolus
Syneches semihelvolus är en tvåvingeart som beskrevs av Frey 1938. Syneches semihelvolus ingår i släktet Syneches och familjen puckeldansflugor. Inga underarter finns listade i Catalogue of Life.